# Frostius pernambucensis
Frostius pernambucensis (Bokermann, 1962) è un anfibio anuro della famiglia dei Bufonidi, endemico del Brasile.
Il nome della specie deriva dallo stato del Pernambuco.

## Distribuzione e habitat
È diffuso nel Nordeste brasiliano (Paraíba, Pernambuco, Alagoas, e Bahia).

## Biologia
Depone le uova sulle bromeliacee.